# Raymond Touroul
Raymond Touroul (ur. 1 stycznia 1939 roku, zm. 11 marca 2006 roku w Créteil) – francuski kierowca wyścigowy.

## Kariera
Touroul rozpoczął karierę w międzynarodowych wyścigach samochodowych w 1972 roku od startów w klasie S 3.0 24-godzinnego wyścigu Le Mans, którego jednak nie ukończył. W późniejszych latach Francuz pojawiał się także w stawce German Racing Championship, World Challenge for Endurance Drivers, FIA World Endurance Championship, World Sports-Prototype Championship, Global GT Championship oraz French GT Championship.